# Crassuncus
Crassuncus là một chi bướm đêm thuộc họ Pterophoridae.

## Các loài
- Crassuncus chappuisi Gibeaux, 1994
- Crassuncus defectus (Bigot & Luquet, 1991)
- Crassuncus orophilus Gibeaux, 1994
- Crassuncus pseudolaudatus (Gibeaux, 1992)